# Liste von Bergen oder Erhebungen in São Tomé und Príncipe
Dies ist eine Liste von Bergen oder Erhebungen in São Tomé und Príncipe:
| Höhe   | Name             | Region | Koordinate            | Bemerkung        |
| ------ | ---------------- | ------ | --------------------- | ---------------- |
| 2024 m | Pico de São Tomé |        | 00° 16′ N, 006° 33′ O | höchste Erhebung |
| 0948 m | Pico de Príncipe |        | 01° 35′ N, 007° 23′ O |                  |
| 0478 m | Pico do Papagaio |        | 01° 37′ N, 007° 24′ O |                  |